# Melipona baeri
Melipona baeri är en biart som beskrevs av Joseph Vachal 1904. Melipona baeri ingår i släktet Melipona och familjen långtungebin. Inga underarter finns listade i Catalogue of Life.